# 't Haantje (Hollande-Méridionale)
Pour les articles homonymes, voir 't Haantje.
't Haantje est un hameau de la commune néerlandaise de Ryswick, dans la province de la Hollande-Méridionale. Le 1er janvier 2007, le hameau comptait 160 habitants.

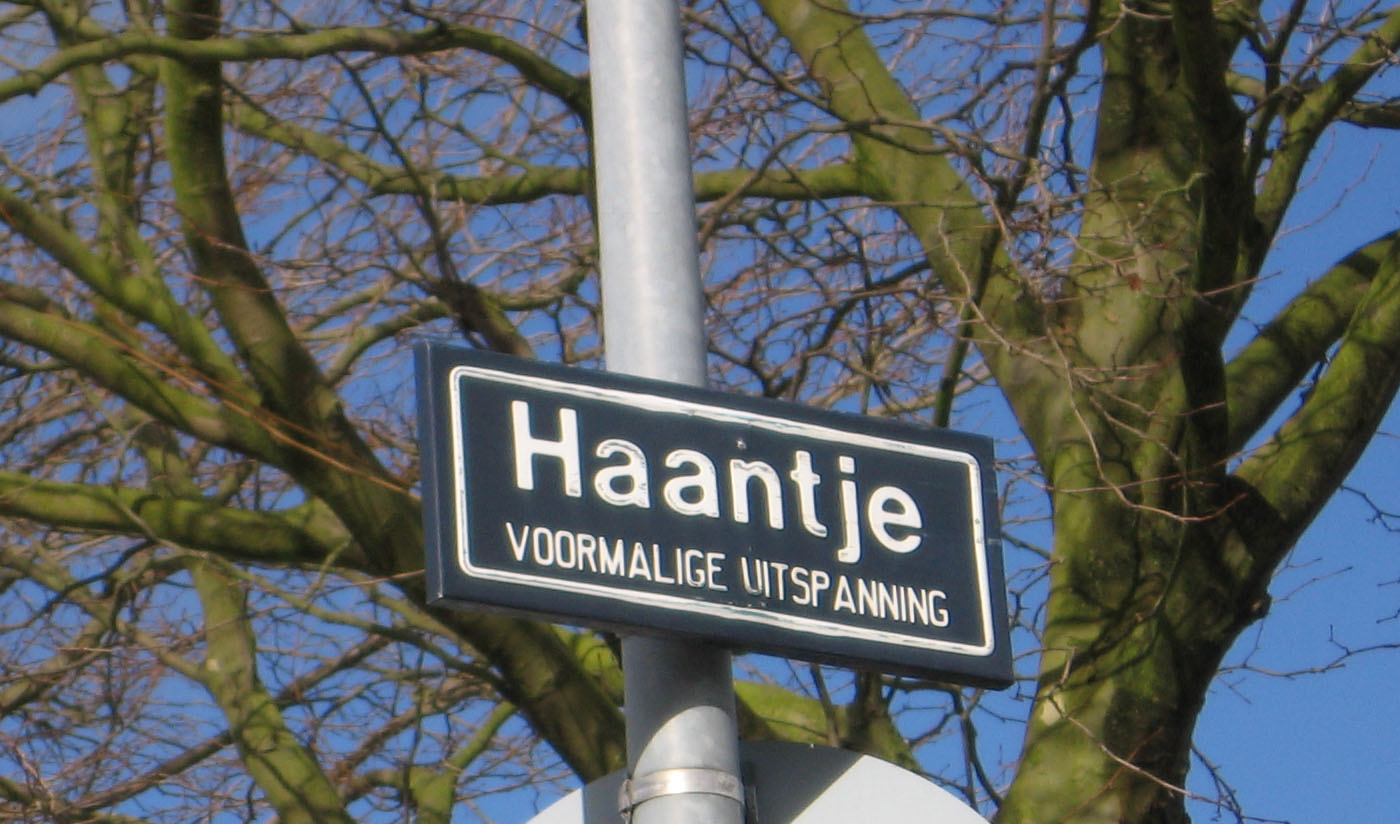
Panneau signalant l'ancienne limite de la commune